# Rucksackschule (Harz)
Die Bezeichnung Rucksackschule geht auf den Braunschweiger Biologiedidaktiker und Umweltpädagogen Gerhard Trommer (1993–2005 Professor für Didaktik der Biologie, Goethe-Universität Frankfurt/M.) zurück und wurde 1983 als Konzept für Natur- und Umweltbildung in großen Naturschutzgebieten entwickelt. Die Rucksackschule ist eine Draußenschule (Outdoor-Schule), die auf technische Medien und Einrichtungen weitgehend verzichtet. Die Schülerinnen und Schüler werden jedoch mit Rucksäcken ausgestattet.

## Geschichte
Die Rucksackschule ist erstmals als konkretes Projekt einer Arbeitsbeschaffungsmaßnahme unter der Mitwirkung des Naturparkbeauftragten im Nationalpark Harz (Wolf Eberhardt Barth), der Heimvolkshochschule Goslar (Udo Heß) und durch didaktisch-methodische Begleitung (Gerhard Trommer) unter der Bezeichnung „Rucksackschule Naturpark Harz“ für fünf Rucksackschultrainer und eine Sekretärin realisiert worden. In Tourismus-Angeboten für Wandergruppen, für Schülergruppen in Jugendherbergen und Schullandheimen und in Kinder- und Jugendlagern erprobte die Rucksackschule Naturpark Harz ab 1985 ihr Konzept. Sitz der Rucksackschule Naturpark Harz war die Stadt Goslar.
Von der Rucksackschule Naturpark Harz wurde gefordert, dass sie sich nach Auslaufen der Arbeitsbeschaffungsmaßnahme aus Einnahmen und Einwerben von Spenden finanziert. Damit war das Projekt jedoch überfordert. Es konnte keine tragfähige Anschlussfinanzierung gefunden werden, so dass die Rucksackschule Naturpark Harz 1987 ihre Tätigkeit beendete.

## Ableger der Idee Rucksackschule
Idee und Konzept wirken bis in die Gegenwart fort. Heute gibt es zahlreiche, unabhängig voneinander existierende Einrichtungen für Natur- und Umweltbildung, die unter dem Namen Rucksackschule firmieren.
1988 entwickelte die Westerwald-Brauerei aus Hachenburg/Westerwald die Idee unter Anleitung von Gerhard Trommer anlässlich des 100-jährigen Geburtstags (1988) des Westerwald-Vereins weiter.
Verantwortlicher Mitarbeiter der Brauerei für das Projekt war Jochen Monjau.
Das Projekt der Westerwälder Rucksackschule existiert derzeit immer noch beim Westerwaldverein unter der Leitung von Hermann J. Eulberg aus Hachenburg.
Im Jahre 1990 entstand in Zürich, inspiriert durch das deutsche Vorbild, die Idee der "Rucksackschule Wald". Sie ist bis heute naturpädagogisch tätig, getragen durch den Verein Rucksackschule.

## Ideelle Grundlage
Die Rucksackschule hat Impulse aus der Outdoor-Education und der Naturinterpretation US-amerikanischer Nationalparks bezogen und diese durch hiesige natur- und umweltpädagogische Konzepte des Naturerlebens und der Naturbildung ergänzt. Sie verbindet originales, individuelles Naturerleben draußen mit gruppendynamischen Prozessen und der Kommunikation ökologischer Einsichten. Einfaches Unterwegssein auf Wanderungen und Spaziergängen, kreative Anleitung zur Aufmerksamkeit und zur Wahrnehmung gegebener Phänomene und Erlebnispotentiale in der konkreten Landschaft stehen im Mittelpunkt und werden durch Improvisationen und Übungen begleitet. Folgende vier Bildungsebenen sind miteinander verbunden:
- Natur und Landschaft mit allen Sinnen erleben,
- Natur beobachten und untersuchen,
- sich über individuelle Wahrnehmungen und Interpretationen von Natur und Landschaft in der Gruppe austauschen,
- Natur und Landschaft verstehen und umweltbewusst handeln.

Die Erfahrungen der Rucksackschule werden durch Fallbeschreibungen von Übungsabläufen in konkreten Situationen vermittelt und weitergegeben.